# Kerncentrale Watts Bar

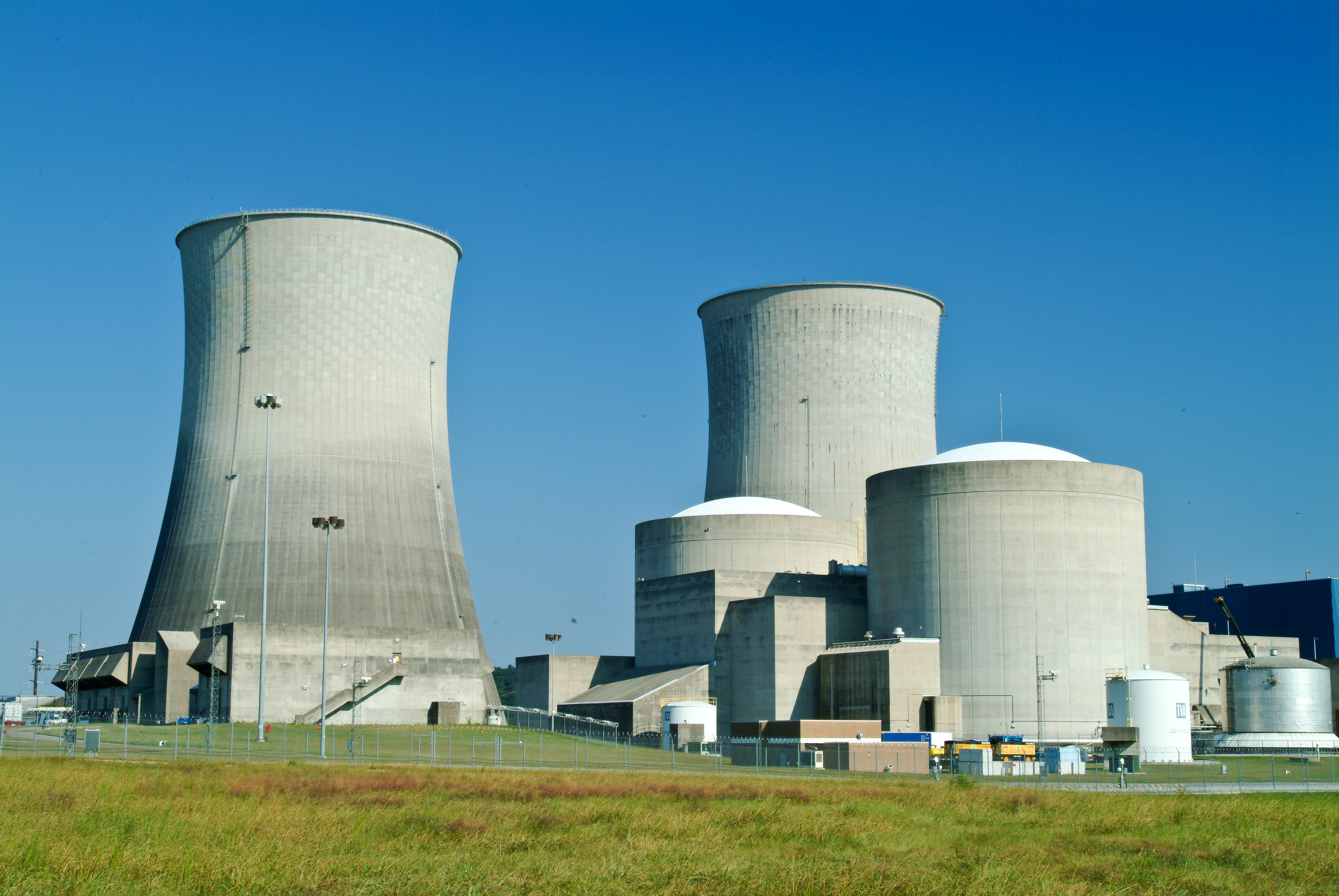
Watts Bar (2003)

Kerncentrale Watts Bar in Rhea County, Tennessee, heeft een reactor in bedrijf en een tweede is in aanbouw. De bouw begon in 1973 en in 1996 kwam de eerste reactor in bedrijf. De bouw van de tweede reactor werd geannuleerd maar in 2007 werden plannen gemaakt om deze alsnog af te werken. Op 31 augustus 2016 kwam deze ook in gebruik.
De centrale is een onderdeel van de Tennessee Valley Authority, een van de weinige Amerikaanse staatsbedrijven in de nutssector. In 1973 werd met de bouw aangevangen om in de stijgende behoefte naar elektriciteit te kunnen voorzien. 
Het was de bedoeling om twee Westinghouse drukwaterreactoren te bouwen elk met een vermogen van ruim 1000 megawatt (MW). In 1988, door een tegenvallende vraag naar elektriciteit, werd de bouw van de tweede reactor stilgelegd. Het werk was op dat moment voor 80% klaar. De bouw van de eerste reactor ging door en die kwam in mei 1996 in gebruik.
In 2007 viel het besluit de bouw van de tweede reactor te herstarten. Het wordt de eerste tweede generatie reactor die in het land wordt gebouwd. In augustus 2015 was het werk gereed en twee maanden later gaf de Nuclear Regulatory Commission toestemming de reactor te activeren. In oktober 2016 begon de tweede reactor elektriciteit aan het net te leveren. Watts Bar heeft daarmee de laatste reactor die in de 20e eeuw werd opgestart en de eerste reactor die in de 21e eeuw wordt opgestart in de Verenigde Staten.
| Reactorblok | Reactortype      | Vermogen | Gemiddeld jaarlijkse productie | Begin bouw | Inbedrijfsname |
| ----------- | ---------------- | -------- | ------------------------------ | ---------- | -------------- |
| Watts Bar 1 | Drukwaterreactor | 1121 MW  | 10000 GWh                      | 1973       | 1996           |
| Watts Bar 2 | Drukwaterreactor | 1180 MW  |                                | 1973/2007  | 2016           |